# 2009–2010-es UEFA-bajnokok ligája (egyenes kieséses szakasz)
A 2009–2010-es UEFA-bajnokok ligája egyenes kieséses szakasza 2010. február 16-án kezdődött, és május 22-én ért véget a madridi Bernabéu Stadionban rendezett döntővel. Az egyenes kieséses szakaszban tizenhat csapat vett részt, amelyek a csoportkör során a saját csoportjuk első két helyének valamelyikén végeztek.

## Lebonyolítás
A döntő kivételével mindegyik mérkőzés oda-visszavágós rendszerben zajlott. A két találkozó végén az összesítésben jobbnak bizonyuló csapatok jutottak tovább a következő körbe. Ha az összesítésnél az eredmény döntetlen volt, akkor az idegenben több gólt szerző csapat jutott tovább. Amennyiben az idegenben lőtt gólok száma is azonos volt, akkor 30 perces hosszabbítást rendeztek a visszavágó rendes játékidejének lejárta után. Ha a 2x15 perces hosszabbításban gólt/gólokat szerzett mindkét együttes, és az összesített állás egyenlő volt, akkor a vendég csapat jutott tovább idegenben szerzett góllal/gólokkal. Gólnélküli hosszabbítás esetén büntetőpárbajra került sor. A döntőt egy mérkőzés keretében rendezték meg.

## Ágrajz
|  | Nyolcaddöntők         | Nyolcaddöntők         | Nyolcaddöntők     | Nyolcaddöntők     | Nyolcaddöntők |   |                       | Negyeddöntők          | Negyeddöntők | Negyeddöntők | Negyeddöntők | Negyeddöntők |  |  | Elődöntők | Elődöntők | Elődöntők | Elődöntők | Elődöntők |  |  | Döntő | Döntő | Döntő |  |
|  |                       |                       |                   |                   |               |   |                       |                       |              |              |              |              |  |  |           |           |           |           |           |  |  |       |       |       |  |
|  | Bayern München (i.g.) | Bayern München (i.g.) | 2                 | 2                 | 4             |   |                       |                       |              |              |              |              |  |  |           |           |           |           |           |  |  |       |       |       |  |
|  | Bayern München (i.g.) | Bayern München (i.g.) | 2                 | 2                 | 4             |   |                       |                       |              |              |              |              |  |  |           |           |           |           |           |  |  |       |       |       |  |
|  | Fiorentina            | Fiorentina            | 1                 | 3                 | 4             |   |                       |                       |              |              |              |              |  |  |           |           |           |           |           |  |  |       |       |       |  |
|  | Fiorentina            | Fiorentina            | 1                 | 3                 | 4             |   | Bayern München (i.g.) | Bayern München (i.g.) | 2            | 2            | 4            |              |  |  |           |           |           |           |           |  |  |       |       |       |  |
|  |                       |                       |                   |                   |               |   | Bayern München (i.g.) | Bayern München (i.g.) | 2            | 2            | 4            |              |  |  |           |           |           |           |           |  |  |       |       |       |  |
|  |                       |                       | Manchester United | Manchester United | 1             | 3 | 4                     |                       |              |              |              |              |  |  |           |           |           |           |           |  |  |       |       |       |  |
|  | Milan                 | Milan                 | Manchester United | Manchester United | 1             | 3 | 4                     | 2                     | 0            | 2            |              |              |  |  |           |           |           |           |           |  |  |       |       |       |  |
|  | Milan                 | Milan                 |                   |                   |               |   |                       |                       |              | 2            |              |              |  |  |           |           |           |           |           |  |  |       |       |       |  |
|  | Manchester United     | Manchester United     | 3                 | 4                 | 7             |   |                       |                       |              |              |              |              |  |  |           |           |           |           |           |  |  |       |       |       |  |
|  | Manchester United     | Manchester United     | 3                 | 4                 | 7             |   | Bayern München        | Bayern München        | 1            | 3            | 4            |              |  |  |           |           |           |           |           |  |  |       |       |       |  |
|  |                       |                       |                   |                   |               |   |                       |                       |              |              |              |              |  |  |           |           |           |           |           |  |  |       |       |       |  |
|  |                       |                       | Lyon              | Lyon              | 0             | 0 | 0                     |                       |              |              |              |              |  |  |           |           |           |           |           |  |  |       |       |       |  |
|  | Lyon                  | Lyon                  | Lyon              | Lyon              | 0             | 0 | 0                     | 1                     | 1            | 2            |              |              |  |  |           |           |           |           |           |  |  |       |       |       |  |
|  | Lyon                  | Lyon                  |                   |                   |               |   |                       |                       |              | 2            |              |              |  |  |           |           |           |           |           |  |  |       |       |       |  |
|  | Real Madrid           | Real Madrid           | 0                 | 1                 | 1             |   |                       |                       |              |              |              |              |  |  |           |           |           |           |           |  |  |       |       |       |  |
|  | Real Madrid           | Real Madrid           | 0                 | 1                 | 1             |   | Lyon                  | Lyon                  | 3            | 0            | 3            |              |  |  |           |           |           |           |           |  |  |       |       |       |  |
|  |                       |                       |                   |                   |               |   | Lyon                  | Lyon                  | 3            | 0            | 3            |              |  |  |           |           |           |           |           |  |  |       |       |       |  |
|  |                       |                       | Bordeaux          | Bordeaux          | 1             | 1 | 2                     |                       |              |              |              |              |  |  |           |           |           |           |           |  |  |       |       |       |  |
|  | Olimbiakósz           | Olimbiakósz           | Bordeaux          | Bordeaux          | 1             | 1 | 2                     | 0                     | 1            | 1            |              |              |  |  |           |           |           |           |           |  |  |       |       |       |  |
|  | Olimbiakósz           | Olimbiakósz           |                   |                   |               |   |                       |                       |              | 1            |              |              |  |  |           |           |           |           |           |  |  |       |       |       |  |
|  | Bordeaux              | Bordeaux              | 1                 | 2                 | 3             |   |                       |                       |              |              |              |              |  |  |           |           |           |           |           |  |  |       |       |       |  |
|  | Bordeaux              | Bordeaux              | 1                 | 2                 | 3             |   | Bayern München        | Bayern München        | 0            |              |              |              |  |  |           |           |           |           |           |  |  |       |       |       |  |
|  |                       |                       |                   |                   |               |   |                       |                       |              |              |              |              |  |  |           |           |           |           |           |  |  |       |       |       |  |
|  |                       |                       | Internazionale    | Internazionale    | 2             |   |                       |                       |              |              |              |              |  |  |           |           |           |           |           |  |  |       |       |       |  |
|  | Internazionale        | Internazionale        | Internazionale    | Internazionale    | 2             | 2 | 1                     | 3                     |              |              |              |              |  |  |           |           |           |           |           |  |  |       |       |       |  |
|  | Internazionale        | Internazionale        |                   |                   |               |   |                       | 3                     |              |              |              |              |  |  |           |           |           |           |           |  |  |       |       |       |  |
|  | Chelsea               | Chelsea               | 1                 | 0                 | 1             |   |                       |                       |              |              |              |              |  |  |           |           |           |           |           |  |  |       |       |       |  |
|  | Chelsea               | Chelsea               | 1                 | 0                 | 1             |   | Internazionale        | Internazionale        | 1            | 1            | 2            |              |  |  |           |           |           |           |           |  |  |       |       |       |  |
|  |                       |                       |                   |                   |               |   | Internazionale        | Internazionale        | 1            | 1            | 2            |              |  |  |           |           |           |           |           |  |  |       |       |       |  |
|  |                       |                       | CSZKA Moszkva     | CSZKA Moszkva     | 0             | 0 | 0                     |                       |              |              |              |              |  |  |           |           |           |           |           |  |  |       |       |       |  |
|  | CSZKA Moszkva         | CSZKA Moszkva         | CSZKA Moszkva     | CSZKA Moszkva     | 0             | 0 | 0                     | 1                     | 2            | 3            |              |              |  |  |           |           |           |           |           |  |  |       |       |       |  |
|  | CSZKA Moszkva         | CSZKA Moszkva         |                   |                   |               |   |                       |                       |              | 3            |              |              |  |  |           |           |           |           |           |  |  |       |       |       |  |
|  | Sevilla               | Sevilla               | 1                 | 1                 | 2             |   |                       |                       |              |              |              |              |  |  |           |           |           |           |           |  |  |       |       |       |  |
|  | Sevilla               | Sevilla               | 1                 | 1                 | 2             |   | Internazionale        | Internazionale        | 3            | 0            | 3            |              |  |  |           |           |           |           |           |  |  |       |       |       |  |
|  |                       |                       |                   |                   |               |   |                       |                       |              |              |              |              |  |  |           |           |           |           |           |  |  |       |       |       |  |
|  |                       |                       | Barcelona         | Barcelona         | 1             | 1 | 2                     |                       |              |              |              |              |  |  |           |           |           |           |           |  |  |       |       |       |  |
|  | Porto                 | Porto                 | Barcelona         | Barcelona         | 1             | 1 | 2                     | 2                     | 0            | 2            |              |              |  |  |           |           |           |           |           |  |  |       |       |       |  |
|  | Porto                 | Porto                 |                   |                   |               |   |                       |                       |              | 2            |              |              |  |  |           |           |           |           |           |  |  |       |       |       |  |
|  | Arsenal               | Arsenal               | 1                 | 5                 | 6             |   |                       |                       |              |              |              |              |  |  |           |           |           |           |           |  |  |       |       |       |  |
|  | Arsenal               | Arsenal               | 1                 | 5                 | 6             |   | Arsenal               | Arsenal               | 2            | 1            | 3            |              |  |  |           |           |           |           |           |  |  |       |       |       |  |
|  |                       |                       |                   |                   |               |   | Arsenal               | Arsenal               | 2            | 1            | 3            |              |  |  |           |           |           |           |           |  |  |       |       |       |  |
|  |                       |                       | Barcelona         | Barcelona         | 2             | 4 | 6                     |                       |              |              |              |              |  |  |           |           |           |           |           |  |  |       |       |       |  |
|  | Stuttgart             | Stuttgart             | Barcelona         | Barcelona         | 2             | 4 | 6                     | 1                     | 0            | 1            |              |              |  |  |           |           |           |           |           |  |  |       |       |       |  |
|  | Stuttgart             | Stuttgart             |                   |                   |               |   |                       |                       |              | 1            |              |              |  |  |           |           |           |           |           |  |  |       |       |       |  |
|  | Barcelona             | Barcelona             | 1                 | 4                 | 5             |   |                       |                       |              |              |              |              |  |  |           |           |           |           |           |  |  |       |       |       |  |

## Nyolcaddöntők
A nyolcaddöntők sorsolását 2009. december 18-án tartották. A sorsoláskor figyelembe vették, hogy minden párosításnál egy csoportgyőztes és egy másik csoport csoportmásodika mérkőzzön egymással.
Továbbjutók
| Csoport   | Csoportelső       | Csoportmásodik |
| --------- | ----------------- | -------------- |
| A csoport | Bordeaux          | Bayern München |
| B csoport | Manchester United | CSZKA Moszkva  |
| C csoport | Real Madrid       | Milan          |
| D csoport | Chelsea           | Porto          |
| E csoport | Fiorentina        | Lyon           |
| F csoport | Barcelona         | Internazionale |
| G csoport | Sevilla           | Stuttgart      |
| H csoport | Arsenal           | Olimbiakósz    |

A sorsoláskor korlátozás volt, hogy a nyolcaddöntőkben azonos nemzetű együttesek, illetve az azonos csoportból továbbjutó csapatok nem szerepelhettek egymás ellen. A negyeddöntőktől kezdődően ez a korlátozás nincs érvényben.

### Párosítások
| 1. csapat      | Össz.Tooltip Aggregate score | 2. csapat         | 1. mérk. | 2. mérk. |
| -------------- | ---------------------------- | ----------------- | -------- | -------- |
| Stuttgart      | 1–5                          | Barcelona         | 1–1      | 0–4      |
| Olimbiakósz    | 1–3                          | Bordeaux          | 0–1      | 1–2      |
| Internazionale | 3–1                          | Chelsea           | 2–1      | 1–0      |
| Bayern München | 4–4 (i.g.)                   | Fiorentina        | 2–1      | 2–3      |
| CSZKA Moszkva  | 3–2                          | Sevilla           | 1–1      | 2–1      |
| Lyon           | 2–1                          | Real Madrid       | 1–0      | 1–1      |
| Porto          | 2–6                          | Arsenal           | 2–1      | 0–5      |
| Milan          | 2–7                          | Manchester United | 2–3      | 0–4      |

Az időpontok közép-európai idő/közép-európai nyári idő szerint értendők.

### 1. mérkőzések
| 2010. február 16. 20:45 |

| Lyon       | 1–0               | Real Madrid |
| ---------- | ----------------- | ----------- |
| Makoun 47' | (0–0) Jegyzőkönyv |             |

| Stade de Gerland, Lyon Nézőszám: 40 327 Játékvezető: Martin Atkinson (angol) |

| 2010. február 16. 20:45 |

| Milan                     | 2–3               | Manchester United                             |
| ------------------------- | ----------------- | --------------------------------------------- |
| Ronaldinho 3' Seedorf 85' | (1–1) Jegyzőkönyv | Scholes 36' Rooney 66' 74' Carrick 63′, 90+3′ |

| San Siro, Milánó Nézőszám: 78 587 Játékvezető: Olegário Benquerença (portugál) |

| 2010. február 17. 20:45 |

| Bayern München                    | 2–1               | Fiorentina             |
| --------------------------------- | ----------------- | ---------------------- |
| Robben 45+3' (11-esből) Klose 89' | (1–0) Jegyzőkönyv | Krøldrup 50' Gobbi 73′ |

| Allianz Arena, München Nézőszám: 66 000 Játékvezető: Martin Hansson (svéd) |

| 2010. február 17. 20:45 |

| Porto                 | 2–1               | Arsenal      |
| --------------------- | ----------------- | ------------ |
| Varela 11' Falcao 51' | (1–1) Jegyzőkönyv | Campbell 18' |

| Estádio do Dragão, Porto Nézőszám: 40 717 Játékvezető: Tom Henning Øvrebø (norvég) |

| 2010. február 23. 20:45 |

| Olimbiakósz | 0–1               | Bordeaux    |
| ----------- | ----------------- | ----------- |
|             | (0–1) Jegyzőkönyv | Ciani 45+2' |

| Karaiszkákisz Stadion, Pireusz Nézőszám: 29 773 Játékvezető: Howard Webb (angol) |

| 2010. február 23. 20:45 |

| Stuttgart | 1–1               | Barcelona       |
| --------- | ----------------- | --------------- |
| Cacau 25' | (1–0) Jegyzőkönyv | Ibrahimović 52' |

| Mercedes-Benz Arena, Stuttgart Nézőszám: 39 430 Játékvezető: Bjorn Kuipers (holland) |

| 2010. február 24. 20:45 |

| CSZKA Moszkva | 1–1               | Sevilla     |
| ------------- | ----------------- | ----------- |
| González 66'  | (0–1) Jegyzőkönyv | Negredo 25' |

| Luzsnyiki Stadion, Moszkva Nézőszám: 28 600 Játékvezető: Felix Brych (német) |

| 2010. február 24. 20:45 |

| Internazionale          | 2–1               | Chelsea   |
| ----------------------- | ----------------- | --------- |
| Milito 3' Cambiasso 55' | (1–0) Jegyzőkönyv | Kalou 51' |

| Giuseppe Meazza, Milánó Nézőszám: 78 971 Játékvezető: Mejuto González (spanyol) |

### 2. mérkőzések
| 2010. március 9. 20:45 |

| Arsenal                                               | 5–0               | Porto |
| ----------------------------------------------------- | ----------------- | ----- |
| Bendtner 10' 25' 90+1' (11-esből) Nasri 63' Eboué 66' | (2–0) Jegyzőkönyv |       |

| Emirates Stadion, London Nézőszám: 59 661 Játékvezető: Frank De Bleeckere (belga) |

| 2010. március 9. 20:45 |

| Fiorentina                 | 3–2               | Bayern München            |
| -------------------------- | ----------------- | ------------------------- |
| Vargas 28' Jovetić 54' 64' | (1–0) Jegyzőkönyv | van Bommel 60' Robben 65' |

| Stadio Artemio Franchi, Firenze Nézőszám: 42 762 Játékvezető: Alberto Undiano Mallenco (spanyol) |

| 2010. március 10. 20:45 |

| Manchester United                   | 4–0               | Milan |
| ----------------------------------- | ----------------- | ----- |
| Rooney 13' 46' Pak 59' Fletcher 88' | (1–0) Jegyzőkönyv |       |

| Old Trafford, Manchester Nézőszám: 74 595 Játékvezető: Massimo Busacca (svájci) |

| 2010. március 10. 20:45 |

| Real Madrid | 1–1               | Lyon       |
| ----------- | ----------------- | ---------- |
| Ronaldo 6'  | (1–0) Jegyzőkönyv | Pjanić 75' |

| Santiago Bernabéu, Madrid Nézőszám: 71 569 Játékvezető: Nicola Rizzoli (olasz) |

| 2010. március 16. 20:45 |

| Chelsea         | 0–1               | Internazionale |
| --------------- | ----------------- | -------------- |
| Drogba 57′, 87′ | (0–0) Jegyzőkönyv | Eto'o 78'      |

| Stamford Bridge, London Nézőszám: 38 107 Játékvezető: Wolfgang Stark (német) |

| 2010. március 16. 20:45 |

| Sevilla     | 1–2               | CSZKA Moszkva       |
| ----------- | ----------------- | ------------------- |
| Perotti 41' | (1–1) Jegyzőkönyv | Necid 39' Honda 55' |

| Estadio Ramón Sánchez Pizjuán, Sevilla Nézőszám: 29 666 Játékvezető: Kassai Viktor (magyar) |

| 2010. március 17. 20:45 |

| Barcelona                         | 4–0               | Stuttgart |
| --------------------------------- | ----------------- | --------- |
| Messi 13' 60' Pedro 22' Bojan 89' | (2–0) Jegyzőkönyv |           |

| Camp Nou, Barcelona Nézőszám: 88 543 Játékvezető: Alain Hamer (luxemburgi) |

| 2010. március 17. 20:45 |

| Bordeaux                              | 2–1               | Olimbiakósz                                          |
| ------------------------------------- | ----------------- | ---------------------------------------------------- |
| Gourcuff 5' Samáh 88' Diarra 65′, 68′ | (1–0) Jegyzőkönyv | Mítroglu 65' Derbyshire 54′, 60′ Mellberg 74′, 90+4′ |

| Stade Chaban Delmas, Bordeaux Nézőszám: 31 004 Játékvezető: Olegário Benquerença (portugál) |

## Negyeddöntők
A negyeddöntők és a további mérkőzések sorsolását 2010. március 19-én tartották.
| 1. csapat      | Össz.Tooltip Aggregate score | 2. csapat         | 1. mérk. | 2. mérk. |
| -------------- | ---------------------------- | ----------------- | -------- | -------- |
| Lyon           | 3–2                          | Bordeaux          | 3–1      | 0–1      |
| Bayern München | 4–4 (i.g.)                   | Manchester United | 2–1      | 2–3      |
| Arsenal        | 3–6                          | Barcelona         | 2–2      | 1–4      |
| Internazionale | 2–0                          | CSZKA Moszkva     | 1–0      | 1–0      |

### 1. mérkőzések
| 2010. március 30. 20:45 |

| Lyon                                         | 3–1               | Bordeaux  |
| -------------------------------------------- | ----------------- | --------- |
| Lisandro López 10' 77' (11-esből) Bastos 32' | (2–1) Jegyzőkönyv | Samáh 14' |

| Stade de Gerland, Lyon Nézőszám: 37 859 Játékvezető: Felix Brych (német) |

| 2010. március 30. 20:45 |

| Bayern München        | 2–1               | Manchester United |
| --------------------- | ----------------- | ----------------- |
| Ribéry 77' Olić 90+2' | (0–1) Jegyzőkönyv | Rooney 2'         |

| Allianz Arena, München Nézőszám: 66 000 Játékvezető: Frank De Bleeckere (belga) |

| 2010. március 31. 20:45 |

| Arsenal                             | 2–2               | Barcelona                     |
| ----------------------------------- | ----------------- | ----------------------------- |
| Walcott 69' Fàbregas 85' (11-esből) | (0–0) Jegyzőkönyv | Ibrahimović 46' 59' Puyol 84′ |

| Emirates Stadion, London Nézőszám: 59 572 Játékvezető: Massimo Busacca (svájci) |

| 2010. március 31. 20:45 |

| Internazionale | 1–0               | CSZKA Moszkva |
| -------------- | ----------------- | ------------- |
| Milito 65'     | (0–0) Jegyzőkönyv |               |

| Giuseppe Meazza, Milánó Nézőszám: 69 398 Játékvezető: Howard Webb (angol) |

### 2. mérkőzések
| 2010. április 6. 18:30 |

| CSZKA Moszkva  | 0–1               | Internazionale |
| -------------- | ----------------- | -------------- |
| Odiah 38′, 49′ | (0–1) Jegyzőkönyv | Sneijder 6'    |

| Luzsnyiki Stadion, Moszkva Nézőszám: 54 400 Játékvezető: Stephane Lannoy (francia) |

| 2010. április 6. 20:45 |

| Barcelona             | 4–1               | Arsenal      |
| --------------------- | ----------------- | ------------ |
| Messi 21' 37' 42' 88' | (3–1) Jegyzőkönyv | Bendtner 18' |

| Camp Nou, Barcelona Nézőszám: 93 330 Játékvezető: Wolfgang Stark (német) |

| 2010. április 7. 20:45 |

| Bordeaux  | 1–0               | Lyon |
| --------- | ----------------- | ---- |
| Samáh 45' | (1–0) Jegyzőkönyv |      |

| Stade Chaban Delmas, Bordeaux Nézőszám: 31 962 Játékvezető: Nicola Rizzoli (olasz) |

| 2010. április 7. 20:45 |

| Manchester United                     | 3–2               | Bayern München      |
| ------------------------------------- | ----------------- | ------------------- |
| Gibson 3' Nani 7' 41' Rafael 18′, 50′ | (3–1) Jegyzőkönyv | Olić 43' Robben 74' |

| Old Trafford, Manchester Nézőszám: 74 482 Játékvezető: Alberto Undiano Mallenco (spanyol) |

## Elődöntők
| 1. csapat      | Össz.Tooltip Aggregate score | 2. csapat | 1. mérk. | 2. mérk. |
| -------------- | ---------------------------- | --------- | -------- | -------- |
| Bayern München | 4–0                          | Lyon      | 1–0      | 3–0      |
| Internazionale | 3–2                          | Barcelona | 3–1      | 0–1      |

### 1. mérkőzések
| 2010. április 20. 20:45 |

| Internazionale                     | 3–1               | Barcelona |
| ---------------------------------- | ----------------- | --------- |
| Sneijder 30' Maicon 48' Milito 61' | (1–1) Jegyzőkönyv | Pedro 19' |

| Giuseppe Meazza, Milánó Nézőszám: 79 000 Játékvezető: Olegário Benquerença (portugál) |

| 2010. április 21. 20:45 |

| Bayern München        | 1–0               | Lyon         |
| --------------------- | ----------------- | ------------ |
| Ribéry 37′ Robben 69' | (0–0) Jegyzőkönyv | Toulalan 54′ |

| Allianz Arena, München Nézőszám: 66 000 Játékvezető: Roberto Rosetti (olasz) |

### 2. mérkőzések
| 2010. április 27. 20:45 |

| Lyon     | 0–3               | Bayern München   |
| -------- | ----------------- | ---------------- |
| Cris 59′ | (0–1) Jegyzőkönyv | Olić 26' 67' 78' |

| Stade de Gerland, Lyon Nézőszám: 39 414 Játékvezető: Massimo Busacca (svájci) |

| 2010. április 28. 20:45 |

| Barcelona | 1–0               | Internazionale        |
| --------- | ----------------- | --------------------- |
| Piqué 84' | (0–0) Jegyzőkönyv | Thiago Motta 10′, 28′ |

| Camp Nou, Barcelona Nézőszám: 96 214 Játékvezető: Frank De Bleeckere (belga) |

## Döntő
| 2010. május 22. |

| Bayern München | 0–2               | Internazionale |
| -------------- | ----------------- | -------------- |
|                | (0–1) Jegyzőkönyv | Milito 35' 70' |

| Santiago Bernabéu stadion, Madrid Nézőszám: 80 100 Játékvezető: Howard Webb (angol) |